# Pistakee Highlands
Pistakee Highlands es un lugar designado por el censo ubicado en el condado de McHenry en el estado estadounidense de Illinois. En el Censo de 2010 tenía una población de 3454 habitantes y una densidad poblacional de 832,46 personas por km².

## Geografía
Pistakee Highlands se encuentra ubicado en las coordenadas 42°24′11″N 88°12′39″O / 42.40306, -88.21083. Según la Oficina del Censo de los Estados Unidos, Pistakee Highlands tiene una superficie total de 4.15 km², de la cual 3.42 km² corresponden a tierra firme y (17.67%) 0.73 km² es agua.

## Demografía
Según el censo de 2010, había 3454 personas residiendo en Pistakee Highlands. La densidad de población era de 832,46 hab./km². De los 3454 habitantes, Pistakee Highlands estaba compuesto por el 96.76% blancos, el 0.72% eran afroamericanos, el 0.14% eran amerindios, el 0.23% eran asiáticos, el 0% eran isleños del Pacífico, el 1.04% eran de otras razas y el 1.1% pertenecían a dos o más razas. Del total de la población el 4.57% eran hispanos o latinos de cualquier raza.